# Сражение при Ситке
Сражение при Ситке — сражение осенью 1804 года между отрядом Русско-американской компании (РАК) под предводительством А. А. Баранова и индейцами-тлинкитами за обладание стратегически важным Островом Баранова в архипелаге Александра у северо-западного побережья Америки.

## Предшествующие события
В 1799 году РАК впервые основала на острове Ситка постоянное поселение — Михайловскую крепость. Местные племена индейцев-тлинкитов, недовольные появлением русских промысловиков, объединились в мощный союз и в июне 1802 г. захватили и разрушили Михайловскую крепость. Главный правитель РАК А. А. Баранов начал подготовку ко вторичному завоеванию Ситки, которая заняла два года. В частности, были отремонтированы старые и построены новые суда, укреплена крепость в Якутате на пути к архипелагу Александра.
Весной 1804 года в Павловской гавани на острове Кадьяк — тогдашнем административном центре русских владений в Америке, была собрана флотилия из 400 байдарок, переброшенная затем в Якутат. На байдарках находилось 900 алеутов и кадьякских эскимосов, подчиненных РАК. Ими руководили 20 русских. Небольшая часть туземцев была вооружена кремнёвыми ружьями, остальные — луками и дротиками; на трех байдарках в средних люках стояли медные фальконеты.
В начале апреля А. А. Баранов вышел из Павловской гавани в Якутат с двумя 4-пушечными гукорами — «Святая Екатерина» и «Святой Александр Невский». В июне Баранов начал поход к Ситке, сразу выслав вперед «Екатерину» и «Александа Невского», а сам с построенными в Якутате ботами «Ермак» и «Ростислав» пошел вдоль побережья, сопровождая байдарочную флотилию. Около 50 байдарок пришлось направить обратно на Кадьяк с больными туземцами.
В июле в Павловскую гавань прибыл участвовавший в первой русской кругосветной экспедиции 14-пушечный шлюп «Нева» под командованием Ю. Ф. Лисянского. Узнав о походе Баранова, Лисянский также отправился к Ситке, куда прибыл в августе, встретившись у острова с «Екатериной» и «Александром Невским». Прибытие крупного военного судна с многочисленным экипажем и артиллерией значительно усиливало русские силы в Америке.
Баранов тем временем с «Ермаком», «Ростиславом» и байдарочной флотилией обходил другие острова архипелага Александра, приводя в покорность проживавших там индейцев. В конце сентября Баранов прибыл к Ситке, соединившись с находившимися там судами. Общие силы составили 120 русских промысловиков Баранова, 50 членов экипажа «Невы» и около 800 алеутов и эскимосов. На Ситке им противостояло несколько сотен индейцев, укрепившихся в построенной ими деревянной крепости. Многие индейцы были вооружены ружьями, у них было и несколько фальконетов.

## Осада индейской крепости
Первое время Баранов занимался строительством на острове новой Ново-Архангельской крепости. Одновременно велись переговоры с индейским вождем Катлияном, от которого требовали покорности и выдачи пленных (женщин-алеуток) из Михайловской крепости. Военные действия велись вяло и происходили в основном на море. Баркас с «Невы» перехватил большое индейское каноэ. После перестрелки каноэ взорвалось — на нём, как оказалось, перевозился купленный индейцами на материке у американцев порох. В другой раз уже индейцы захватили одну из байдарок и отрезали головы двум находившимся там алеутам, чтобы устрашить служивших русским туземцев.
20 сентября (1 октября по новому стилю) русские корабли были подтянуты к индейской крепости и начали её обстрел из корабельных орудий. Как оказалось, пушечные ядра не пробивали толстый частокол вокруг крепости, а находившиеся там индейцы прятались от бомбардировки в вырытых глубоких ямах и подземных ходах. Тогда русские решились на штурм.

## Штурм
Индейскую крепость было решено атаковать двумя колоннами. С одной стороны действовал десант моряков с «Невы» под командованием лейтенанта Арбузова, с другой — сам Баранов с русскими промысловиками и туземцами, а также 4 орудиями. Русские подошли к крепости и стали устанавливать у ворот свои пушки. Индейцы открыли по ним сильный огонь из ружей и фальконетов. Под обстрелом союзные русским туземцы обратились в бегство. Воодушевленные этим индейцы во главе с Катлияном открыли ворота и сделали вылазку.
Под натиском тлинкитов русские также были вынуждены отступить, понеся серьёзные потери — 8 убитых (в том числе — 3 матросов с «Невы») и 20 раненых. Среди раненых был и Баранов. Алеуты и эскимосы потеряли 16 человек убитыми и 6 ранеными. Возможно, потери были бы ещё большими, если бы не приказ Лисянского, следившего за штурмом из шлюпки, прикрыть отступление Баранова и Арбузова огнём корабельных орудий. Вся вина за неудачу штурма была возложена на туземцев. По словам Лисянского: «Пушки были уже у самых ворот и несколько выстрелов решили бы победу в нашу пользу, но трусость кадьякцев всё испортила».

## Завоевание Ситки
На следующий день после штурма ободренные успехом тлинкиты обстреливали русские корабли, которые ответили орудийным огнём. Перестрелка не причинила никому никакого ущерба. Однако положение индейцев в крепости становилось всё более сложным из-за истощения припасов.
С 3 октября военные действия были прекращены и возобновились переговоры. Индейцы ежедневно освобождали нескольких рабынь-алеуток, захваченных в 1802 г. Вероятно, Катлиян тянул время, надеясь на помощь со стороны других племен, однако эти надежды не оправдались. Благодаря умелой дипломатии Баранова большинство тлинкитов отказалось от борьбы с русскими.
7 октября ночью индейцы скрытно ушли из своей крепости, которая 8 октября была занята русскими. В качестве трофеев Баранову досталось 2 фальконета и 20 каноэ. Индейские укрепления были разрушены, а русская Ново-Архангельская крепость вскоре стала столицей Русской Америки.
Во время своего бегства через горы на восточный берег Ситки, а потом при переселении на остров Чичагова индейцы племени Катлияна претерпели большие лишения и трудности. У лишившихся своих родовых земель тлинкитов стала традицией «церемония плача», в которой оплакиваются потери среди предков.

## Событие в искусстве
- В 1988 году художник иллюстратор Луис Глазман по заказу исторического общества США[2], изобразил как могла бы выглядеть стычка русских колонистов с кочевым племенем тлинкитов.
- Осада и бой за Новоархангельск с точки зрения русских описывается в одной из глав романа Николая Чуковского «Водители фрегатов: Книга о великих мореплавателях».
- Сражение за крепость упоминается в историческом романе Ивана Кратта "Остров Баранова".